# Ла-Плата (округ)
Ла-Пла́та (англ. La Plata County) — округ в штате Колорадо, США. Официально образован в 1874 году. По состоянию на 2010 год, численность населения составляла 51 334 человек.

## География
По данным Бюро переписи США, общая площадь округа равняется 4 403,004 км2, из которых 4 382,284 км2 суша и 19,684 км2 или 0,400 % это водоёмы.

## Население
По данным переписи населения 2000 года в округе проживает 43 941 жителей в составе 17 342 домашних хозяйств и 10 890 семей. Плотность населения составляет 10,00 человек на км2. На территории округа насчитывается 20 765 жилых строений, при плотности застройки около 5,00-ти строений на км2. Расовый состав населения: белые — 87,31 %, афроамериканцы — 0,31 %, коренные американцы (индейцы) — 5,78 %, азиаты — 0,40 %, гавайцы — 0,05 %, представители других рас — 3,90 %, представители двух или более рас — 2,25 %. Испаноязычные составляли 10,40 % населения независимо от расы.
В составе 29,60 % из общего числа домашних хозяйств проживают дети в возрасте до 18 лет, 49,90 % домашних хозяйств представляют собой супружеские пары проживающие вместе, 8,70 % домашних хозяйств представляют собой одиноких женщин без супруга, 37,20 % домашних хозяйств не имеют отношения к семьям, 24,80 % домашних хозяйств состоят из одного человека, 6,10 % домашних хозяйств состоят из престарелых (65 лет и старше), проживающих в одиночестве. Средний размер домашнего хозяйства составляет 2,43 человека, и средний размер семьи 2,92 человека.
Возрастной состав округа: 22,70 % моложе 18 лет, 13,90 % от 18 до 24, 29,00 % от 25 до 44, 25,10 % от 45 до 64 и 9,40 % от 65 и старше. Средний возраст жителя округа 36 лет. На каждые 100 женщин приходится 103,60 мужчин. На каждые 100 женщин старше 18 лет приходится 103,10 мужчин.
Средний доход на домохозяйство в округе составлял 40 159 USD, на семью — 50 446 USD. Среднестатистический заработок мужчины был 32 486 USD против 24 666 USD для женщины. Доход на душу населения составлял 21 534 USD. Около 6,70 % семей и 11,70 % общего населения находились ниже черты бедности, в том числе — 9,30 % молодёжи (тех, кому ещё не исполнилось 18 лет) и 7,70 % тех, кому было уже больше 65 лет.